# Hängender Zeiger
Ein hängender Zeiger (englisch dangling pointer) bezeichnet in der Informatik einen Zeiger, der einen ungültigen Wert enthält und dadurch auf einen nicht vorhandenen oder nicht dem Zeiger zugeordneten dynamischen Speicherbereich (auch Heap genannt) verweist.

## Hintergrund
Hängende Zeiger kommen oft dadurch zustande, dass sie nicht initialisiert wurden (in dem Fall alternativ wilde Zeiger genannt) – aber auch dadurch, dass sie auf einen Speicherbereich verweisen, der bereits freigegeben wurde.
Hängende Zeiger können für den Programmlauf unvorhersehbare Auswirkungen haben und das Programm zum Absturz bringen.
Während Userspace-Programme in der Regel bei einer Dereferenzierung eines Zeigers, der auf einen ungültigen Speicherbereich zeigt, beendet werden, kann ein solcher im Kernel bzw. dessen Modulen schlimmstenfalls das gesamte System beschädigen, ohne dass der Benutzer etwas bemerkt, bevor es zu spät ist, da keine Kontrollinstanz vorhanden ist, die z. B. das Überschreiben von fremdem Code verhindern könnte. Daher ist bei der Kernel- und Treiber-Entwicklung besonders auf die korrekte Verwendung zu achten.
Die Unvorhersehbarkeit rührt daher, dass ein Zugriff auf einen bereits freigegebenen Speicherbereich nicht zwangsläufig sofort einen Laufzeitfehler (Schutzverletzung) auslöst, da zwischen der Speicherfreigabe durch den Programmierer und der tatsächlichen Freigabe durch das Laufzeitsystem noch eine gewisse Zeit vergehen kann; ggf. ist der Speicherbereich inzwischen auch neu vergeben und ist dem Prozess tatsächlich wieder zugeteilt, aber in anderem semantischem Kontext. Findet auf (noch) erreichbaren (freigegebenen) Speicher ein Zugriff statt (Zeilen (*) im Beispiel), so löst er keinen Fehler aus. Da dies aber nicht reproduzierbar ist, sind diese sporadischen Fehler besonders schwer zu entdecken.

## Beispiel
C++
```
#include
 
<iostream>

using
 
namespace
 
std
;

int
 
main
()

{

    
int
 
*
 
pPointer
 
=
 
new
 
int
;
 
// Pointer vom Typ integer angelegt und Speicher im Heap reservieren

    
*
pPointer
 
=
 
10
;
           
// 10 in den Heap schreiben, an die Speicheradresse, auf die der Pointer zeigt

    
cout
 
<<
 
pPointer
;
         
// Zeigt die Speicheradresse im Heap an

    
cout
 
<<
 
*
pPointer
;
        
// Auf die Speicheradresse im Heap zugreifen, dort lesen und dann anzeigen ("10")

    
delete
 
pPointer
;
          
// Speicher auf dem Heap freigeben

    
cout
 
<<
 
pPointer
;
         
// Die Zeigervariable enthält noch immer die Speicheradresse, diese wird erneut angezeigt

                              
// => pPointer ist nun ein Dangling Pointer

    
cout
 
<<
 
*
pPointer
;
        
// (*) Lesender Zugriff über Pointer auf freigegebenen Speicherbereich

                              
// => das erzeugt (hoffentlich) einen Programmabbruch; wenn nicht, wird mit

                              
// ungültigen Daten weitergearbeitet

    
*
pPointer
 
=
 
20
;
           
// (*) Schreibender Zugriff über Pointer auf freigegebenen Speicherbereich

                              
// => noch schlimmer: das würde (bzw. kann) andere gültige Daten überschreiben

    
pPointer
 
=
 
0
;
             
// => pPointer ist jetzt kein Dangling Pointer mehr, er ist nun ein Nullpointer

    
return
 
0
;

}

```

Es zeugt von gutem Programmierstil, nach einem delete den Pointer auf 0 zu setzen, auch wenn auf den Pointer nicht mehr zugegriffen wird.